# Giovanni Cheli
Giovanni Cheli (Turim, 4 de outubro de 1918 - Roma, 8 de fevereiro de 2013) foi um cardeal italiano, presidente emérito do Pontifício Conselho para a Pastoral dos Migrantes e Itinerantes.
Foi criado cardeal em 1998 pelo Papa João Paulo II, com o título de Cardeal-diácono de Ss. Cosma e Damiano, sendo que depois de 10 anos, foi transformado em cardeal-padre com o título pro hac vice.